# U 영어와 non-U 영어
U 영어(U English)와 non-U 영어(non-U English)는 1950년대 영국 및 미국 북동부에 존재했던 사회적 방언(사회방언)에 관한 담론에서 쓰이는 용어이다. ‘U’는 상류층(upper class)이 쓰는 U 영어는 노동자 계급이 쓰는 언어와 비슷한 반면에 중산층의 non-U 영어는 더 ‘고상한’ 표현을 쓰는 경향을 보였다.

## 역사
이 논쟁은 1954년, 영국 버밍엄 대학교 언어학 교수인 앨런 로스(Alan S C Ross) 교수가 처음 제기함으로써 시작되었다. 그는 사회적 계층에 따라서 영어 사용에 차이가 있음을 밝히면서 U 및 non-U라는 용어를 그의 논문에 처음으로 사용하기 시작하였다. 이 글은 핀란드의 언어학 저널에 발표되었다.. 그의 논문은 발음 및 글쓰기 스타일의 차이점도 밝히고 있었지만, 사람들은 그 논문이 밝히고 있는 계층 간 어휘의 차이에 주목하였다.
영국의 작가 낸시 밋퍼드는 이에 자극을 받아 에세이를 하나 쓴다. 제목은 〈영국의 귀족성 The English Aristocracy〉이었는데, 1954년 인카운터에 발표하였다. 밋퍼드는 상류층들이 쓰는 단어들을 모아서 제시하였다. 오른쪽에 보이는 표와 같은 것인데, 이를 본 사람들에 의해 영국의 계층-자각성 및 속물성에 대한 논란이 전국적으로 퍼져 나갔다. 이는 진지한 자아 성찰과 연관이 있었고, 이는 타는 장작에 기름을 끼얹은 격이었다. 에벌린 워, 존 베처먼 및 그 외 사람들에 의해, 이 에세이 및 알란 로스 교수의 최초 논문이 Noblesse Oblige: an Inquiry into the Identifiable Characteristics of the English Aristocracy라는 제목으로 1956년에 재발행되었다. 벳셔먼의 〈How to Get on in Society〉라는 제목의 시가 이 콜렉션의 끝에 첨부되었다.
U 영어 및 non-U 영어 논란은 가볍게 다뤄질 수 있을 만한 것이었지만 매우 많은 사람들이 이를 심각하게 받아들였다. 이는 1950년대 내핍 경제 하의 중산층들의 곤궁한 생활에서 비롯된 불안 때문이었다. 특히 보도 매체들이 이 논란을 가지고 많은 이야기를 생산해냄으로써, 처음에 의도했던 바가 아닌 좀 다른 논란이 벌어지게 되었다. 제2차 세계 대전 이전 만개했던, 상위 계층의 문화와 매너를 배워 자기 자신을 "향상"시킬 수 있다는 생각은, 이제 분노에 빠져 버리게 되었다.
20세기 말에 접어들면서, 위에서 논의된 개념과 용어들은 사라져 갔다. 영국에서는 반속물화 현상이 나타나 상류층이나 중산층의 젊은이들이 노동자 계급의 화법을 채용하는 일이 늘어났다. (en:Estuary English 항목 참조) 하지만 대부분의 차이점은 현재까지도 남아 있기는 하며 사회 계층 지시자로 사용할 수 있다.

## 같이 보기
- 양층언어
- Fox, Kate. Watching the English: The Hidden Rules of English Behaviour. Hodder & Stoughton, London 2004. ISBN 0-340-81885-9
- Cooper, Jilly. Class. Corgi Adult, 1999. ISBN 978-0552146623
- Charlotte Mosley (ed.) The Letters of Nancy Mitford and Evelyn Waugh.  Hodder, London 1996, at pp. 297-394. ISBN 0-340-63804-4
- [임귀열 영어] U-English vs. non-U English 1 (계층별 영어 1) 한국일보
- 임귀열 영어칼럼 [20040701] U and Non-U (상류층 영어와 서민 영어)